# Til alle mine venner
Til alle mine venner er en kortfilm fra 2010 instrueret af Behrouz Bigdeli efter manuskript af Bigdeli og Tommy Oksen.

## Handling
De to punkere Mark & Sonny er bedste venner, som altid har holdt sammen. Den selvdestruktive Sonny trives med det formålsløse liv i provinsen, men Mark ønsker noget mere. Da Mark får en mulighed for at flytte til byen, står han pludselig i et dilemma. Skal han bryde venskabet og stå på egne ben eller forblive loyal overfor Sonny, som gør alt for at holde på ham.